# Siim Kallas
Siim Kallas (* 2. října 1948, Tallinn, Estonsko) je estonský a evropský politik, bývalý premiér Estonska a viceprezident Evropské komise.
Dcera Kaja Kallasová se v lednu 2021 stala první ženou v úřadu estonské premiérky.

## Biografie

### Kariéra v Estonsku
V letech 1975 až 1979 pracoval na ministerstvu financí Estonské sovětské socialistické republiky. V letech 1979 až 1986 byl ředitelem estonské spořitelny. V letech 1986 až 1989 byl zástupcem šéfredaktora deníku Rahva Hääl. V letech 1989 až 1991 byl předsedou Ústřední rady estonských odborů a členem Nejvyššího sovětu SSSR. V letech 1991 až 1995 byl prezidentem Estonské banky.
Ve 24 letech vstoupil do Komunistické strany SSSR, jejímž členem zůstal až do roku 1990. 
Od roku 1995 byl členem estonské vlády, nejprve ministrem zahraničních věcí (do roku 1996). V letech 1999 až 2002 ministrem financí a v letech 2002 až 2003 premiérem.

### Kariéra v Evropě
V roce 2004 se stal členem Evropské komise v čele s Romanem Prodim zodpovědným za administrativní a ekonomické záležitosti. Od listopadu 2004 se stal viceprezidentem Evropské komise v čele s José Barrosem a jeho portfóliem se staly administrativní záležitosti, audit a protikorupční politika. V „druhé Barrosově“ komisi (2010–2014) Kallas opět zastával funkci místopředsedy, jeho resortem byla doprava.